# Remparts de Dachstein
Les remparts de Dachstein sont un monument historique situé à Dachstein, dans le département français du Bas-Rhin.

## Localisation
Ce bâtiment est situé à Dachstein.

## Historique
L'édifice fait l'objet d'une inscription au titre des monuments historiques depuis 1929.